# Giovanni Battista Bonino
Giovanni Battista Bonino (Genova, 3 maggio 1899 – Genova, 11 dicembre 1985) è stato un chimico italiano, ricordato per i suoi studi sulla spettroscopia infrarossa, sulla stereochimica e sulla catalisi.

## Biografia
Il 18 luglio 1920 si laurea in Chimica alla giovanissima età di 21 anni presso l'allora Regia Università degli studi di Genova. È nominato tecnico di Chimica farmaceutica presso la sua Alma Mater il 16 ottobre 1921, assistente di Chimica farmaceutica il 16 ottobre 1922 e professore di Chimica bromatologica dal 16 dicembre 1923 al 1 ottobre 1924.
Nel 1925 si trasferisce come professore, non stabile, all'Università di Bologna dove nel 1927 diventerà professore ordinario di chimica fisica applicata ed elettrochimica, nella Scuola superiore di chimica industriale, annessa a quella di ingegneria. In quegli anni, sempre all'Università di Bologna insegnò anche presso le Facoltà Scienze matematiche, fisiche e naturali, di Ingegneria e Chimica industriale. Ricoprì altresì la carica di Preside della Facoltà di Farmacia dal 1935 al 1941, della Facoltà di Chimica industriale per il triennio 1941-1943 e della Facoltà di Scienze matematiche, fisiche e naturali dal 1940 al 1958.
Nel 1959 rientra all'università degli Studi di Genova dove gli viene offerta la cattedra di Chimica applicata della Facoltà d'Ingegneria. La sua carriera si concluse nel 1974 e nel 1975 ricevette la nomina di "Professore emerito" (D.P.R. del 7 febbraio 1975).
Bonino è stato uno dei più importanti rappresentanti della chimica italiana, anche grazie ad un nuovo modo di approcciarsi alla chimica. Come ben specificato nella biografia redatta dall'Università di Genova: Bonino fu "... tra i primi ad applicare, alla sperimentazione chimica i metodi sperimentali propri della fisica, utilizzando la spettroscopia molecolare per lo studio delle strutture chimiche e della reattività dei composti chimici. I suoi studi di spettroscopia nel campo dell'infrarosso, di spettroscopia Raman, di spettroscopia nel campo dell'ultravioletto, portarono ad applicazioni di polarimetria e di spettropolarimetria nello studio di problemi chimici. Gli studi di fotochimica, eseguiti in collaborazione con il prof. Carassiti, allora suo assistente, che avrebbe dato poi vita alla scuola di Ferrara, e quelli di elettroforesi alla Tiselius, permisero di separare per la prima volta un racemo degli antipodi ottici attraverso esperienze di cromatografia di partizione su carta, alle quali ne seguirono altre di diffusione in ambiente liquido. La ricerca scientifica del Bonino si è rivolta anche a studi di catalisi e ad indagini sistematiche sulla teoria delle soluzioni acquose degli elettroliti forti. Realizzò anche numerose ricerche magnetochimiche ed elettrochimiche, determinando una teoria dei nuclei aromatici".
Fu membro del Consiglio superiore della pubblica istruzione
, del Consiglio superiore di sanità, del Consiglio Nazionale delle Ricerche, presiedendo il Comitato consultivo per le Scienze chimiche e dirigendo il Centro Studi di Chimica applicata, fisica ed idrologica, della Pontificia accademia delle scienze (1942) oltre a essere nominato membro dell'Accademia dei Lincei nel 1946.

## Premi
- 1931 - Premio Volta
- 1934 - Premio Morselli[8]
- 1937 - Premio Mussolini" per le scienze[9].
- 1972 - Premio Ravani Pellati dall'Accademia delle Scienze di Torino

Ricevette inoltre la medaglia Hoffmann della Gesellschaft Deutscher Chemiker, la medaglia Cannizzaro dall'Accademia Nazionale del XL, la medaglia d'oro al merito della Société d'Encouragement pour l'Industrie Nationale (Parigi), la medaglia d'oro dei Benemeriti della scuola, della cultura, e dell'arte, la commenda dell'Ordine delle Palme Accademiche di Francia, la Medaglia dei benemeriti della sanità pubblica, il dottorato h.c. dell'Università Bordeaux I.

## Onorificenze
"Premio Giovanni Battista Bonino", nel 1997 la Società chimica italiana istituisce un premio in onore di Bonino. Si tratta di una medaglia che viene conferita a: "... uno dei ricercatori Chimico-Fisici italiani maggiormente distintisi per la loro attività di ricerca, di formazione e organizzativa nell'area Chimico-Fisica."